# Megaselia intercedens
Megaselia intercedens är en tvåvingeart som beskrevs av Rudolf Beyer 1965. Megaselia intercedens ingår i släktet Megaselia och familjen puckelflugor. Inga underarter finns listade i Catalogue of Life.